# Le Chagrin de Télémaque
Le Chagrin de Télémaque (ou La Douleur de Télémaque) est une peinture à l'huile sur toile réalisée en 1783 par la peintre suisse Angelica Kauffmann. Elle fait partie de la collection du Metropolitan Museum of Art de New York .

## Histoire
Ce tableau, ainsi que Télémaque et les nymphes de Calypso ont été peints pour Monseigneur Onorato Caetani. Ils montrent des scènes du roman français Les Aventures de Télémaque publié par François Fénelon en 1699, et basé sur l'histoire de Télémaque, le fils d'Ulysse ,,.

## Description
Télémaque a fait naufrage au large de l'île de Calypso. Dans cette scène, Calypso dit à ses nymphes d'arrêter de chanter les louanges d'Ulysse à cause du chagrin que cela occasionne à son fils . 

## Autres versions
Kauffmann a peint deux autres versions de cette œuvre : une en 1788 (détenue par le Bündner Kunstmuseum à Coire, en Suisse), et l'autre en 1789 (vendue par Christie's à Londres en avril 1998) .